# ابتكارية المستخدم
تتعلق ابتكارية المستخدم لإبتكار المستخدم المتوسط (على سبيل المثال: مستخدمي الشركات) أو المستهلكين (المستخدمين النهائيين أو مجتمعات المستخدمين) على عكس الموردين (المنتجين والمصنعين)، هذا هو المفهوم الذي يتماشى بالقرب مع التصاميم التشاركية، والذي أثبت على حصوله حلولا إبداعية أكثر من الطرق الاستشارية التقليدية.

## نبذة
إيريك فون هيبل وآخرون لاحظو أن العديد من المنتجات والخدمات في الواقع قد طُوِرَتْ أو على الأقل صقلت من قبل المستخدمين في موقع التنفيذ والاستخدام، بعد ذلك عادت هذه الأفكار إلى شبكة الإمدادات، وهذا بسبب أن المنتجات تم تطويرها لتلبية أوسع الحاجات المحتملة، فحين يواجه الفرد المستخدم للمشكلات التي لا يواجهها أغلب المستهلكين، فلا يملكون إلا أن يطورو تعديلاتهم الخاصة للمنتجات الحالية أو منتج جديد بالكامل لحل مشاكلهم، يشاركون المستخدمون المبتكرون بالعادة أفكارهم بالتعديل على أمل الحصول على إنتاج للسلع، ويطلق على هذه العملية الكشف المجاني.
استناداً على البحث عن تطور تكنولوجيا الإنترنت والبرمجيات مفتوحة المصدر، وكما سلط الضوء على نقطة أن المستخدمين اجتماعيين بصورة أساسية (المستخدمين المبتكرين) وبالتالي، فإن ابتكار المستخدم هو أيضًا الابتكار الموزع اجتماعيًا وتقنيًا للمجتمع وفقًا ل تومي، غالبًا ما تكون الاستخدامات الرئيسية هي الاستخدامات غير المقصودة التي اخترعتها مجتمعات المستخدمين لإعادة تفسير مفهوم الفرص التكنولوجية الناشئة وتعيد ابتكارها.
وجود ابتكار المستخدم، على سبيل المثال، من قبل مستخدمي الروبوتات الصناعية، بدلاً من مصنعي الروبوتات (Fleck 1988) هو جزء أساسي من الجدل ضد النموذج الخطي للإبتكار، أي أن الابتكار يأتي من البحث والتطوير، ثم يتم تسويقه و «ينتشر» للمستخدمين النهائيين. بدلاً من ذلك، يعد الابتكار عملية غير خطية تتضمن الابتكارات على جميع المراحل.
قدم إيريك فون هيبل خلال عام 1986 طريقة المستخدم الرئيسي التي يمكن استخدامها للتعلم المنهجي حول ابتكار المستخدم من أجل تطبيقه في هندسة الإنتاج. خلال عام 2007، تم تقديم نوع محدد آخر من ابتكارات المستخدمين، وهو المستهلك الإبداعي. هؤلاء هم المستهلكون الذين يقومون بتعديل أو تحويل أوالتكيف مع عرض الملكية بدلاً من إنشاء منتجات جديدة تمامًا.
يتمتع ابتكار المستخدم بعدد من الدرجات: ابتكار الاستخدام، والابتكار في الخدمات، والابتكار في تشكيل التقنيات، وفي الآخر ابتكار التقنيات الجديدة. في حين أن معظم ابتكارات المستخدمين تتركز في استخدام وتشكيل المنتجات والتقنيات الحالية، وهي جزء طبيعي من الابتكار طويل المدى، فإن التقنيات الجديدة التي يسهل على المستخدمين النهائيين تغييرها والابتكار بها، وقنوات الاتصال الجديدة تجعلها أسهل بشكل أكبر لإبتكارية المستخدم وتكون له تأثير.
ركزت الأبحاث الأخيرة على المنتديات القائمة على الويب التي تسهل ابتكار المستخدم (أو العميل) - المشار إليها ببيئة العملاء الافتراضية ، وتساعد هذه المنتديات الشركات على الشراكة مع عملائها في مراحل مختلفة من تطوير المنتج وكذلك في أنشطة إنشاء القيمة الأخرى. على سبيل المثال، تعتمد شركة "Threadless"، وهي شركة تصنيع قمصان، على مساهمة أعضاء المجتمع عبر الإنترنت في عملية التصميم. يضم المجتمع مجموعة من المصممين المتطوعين الذين يقدمون التصاميم ويصوتون على تصميمات الآخرين. بالإضافة إلى التعرض المجاني، يتم توفير حوافز نقدية للمصممين بما في ذلك جائزة أساسية بقيمة 2500 دولار أمريكي بالإضافة إلى نسبة من مبيعات القمصان. تسمح هذه الحوافز لـ "Threadless" بتشجيع مساهمة المستخدم المستمرة.

## روابط خارجية
- نيويورك تايمز حول ابتكارية المستخدم (2007)
- نيويورك تايمز حول ابتكارية المستخدم (2005)
- كتب إيريك فون هيبل حول ابتكارية المستخدم , متاحة تحت موجب رخصة المشاع الإبداعي
- ثقافة الإبتكار
- تجمع ثروة المساهمة لويكي معلومات حول أنظمة مساهمة المستخدم في عالم الأعمال، وتستند إلى مقالة هارفارد لمراجعة الأعمال التي تحمل نفس الإسم من قبل سكوت كوك